# Ready or Not
Ready or Not — компьютерная игра в жанре тактического шутера от первого лица, разработанная и изданная ирландской компанией VOID Interactive, рассказывающая о действиях полицейского спецназа в вымышленном городе Лос-Суэнос, охваченном волной преступности. Игра была выпущена в раннем доступе Steam 17 декабря 2021 года. Полноценный релиз игры состоялся 13 декабря 2023 года.

## Игровой процесс
Действие игры разворачивается вокруг группы оперативников спецназа в вымышленном американском городе Лос-Суэнос. Реализм является центральным элементом игры, поскольку и игроки, и подозреваемые погибают всего за несколько выстрелов. В большинстве случаев игроку необходимо соблюдать принципы применения силы — то есть стараться склонить противника сложить оружие, открывать огонь только в случае открытого неподчинения либо явной угрозы жизни, любыми способами избегать смерти гражданских, а также докладывать о любых происшествиях — например, устранение подозреваемого или смерть офицера.
Игрок может детально настраивать экипировку персонажа — выбирать тяжесть бронежилета, материал защитных пластин (кевлар, сталь или керамика) редактировать количество и содержимое подсумков на разгрузке, снаряжать различные типы головных уборов, таких как баллистическая маска или ПНВ.
В арсенале полицейских присутствует множество разновидностей пистолетов-пулемётов, штурмовых винтовок, дробовиков и пистолетов. Для каждого оружия доступно несколько типов боеприпасов. Помимо обычного оружия в игре присутствует нелетальное — такое как тазеры или оружие с резиновыми пулями. Оперативникам доступен широкий арсенал гаджетов — от светошумовых гранат и пробивных зарядов до перцовых баллончиков и дверных упоров, а также особые спецустройства — полицейский таран, камера-змейка, баллистический щит и т. д.
На момент релиза в игре присутствует 18 миссий с различными целями и условиями — на одной миссии может быть всего несколько неопытных злоумышленников, в то время как на другой миссии полиции будет противостоять большой отряд опытных боевиков.
Отправляться на миссии можно в одиночку с командой под управлением ИИ, или совместно с четырьмя другими игроками. Также присутствует режим одиночной кампании, в которой помимо прочего игроку предстоит следить за психологическим состоянием членов отряда.

## Разработка
Разработка началась в июне 2016 года, а 3 мая 2017 года на YouTube был выпущен трейлер. Альфа-версия игры стала доступна 19 августа 2019 год для владельцев версии Supporter Edition. 22 марта 2021 года было объявлено о партнёрстве с Team17. Игра вышла в раннем доступе Steam 17 декабря 2021 года.
20 декабря 2021 года VOID объявили, что их партнёрство с Team17 прекращено и они больше не являются издателем. Предполагалось, что это произошло из-за того, что разработчики пообещали добавить уровень со скулшутингом.
Игра была выпущена 13 декабря 2023 года. Релиз версии для PlayStation 5 и Xbox Series X/S состоялся 15 июля 2025 года. Одновременно с этим шутер стал доступен и в Epic Games Store.

## Отзывы критиков
Ready or Not стала самой продаваемой игрой в Steam через неделю после её выпуска и была названа духовным преемником серии Police Quest: SWAT и ранними играми Rainbow Six.
Итан Гах из Kotaku назвал Ready or Not «тактической игрой ужасов» и «тревожной фантазией о спецназе», восхваляя её атмосферу, но критикуя её за игнорирования темы жестокости американской полиции и резких тональных переходов между грубым юмором и мрачной драмы. Гах также неблагоприятно выделил очевидные ссылки на мемы альтернативных правых, такие как Redpill, использование слова «Jogger» в качестве расистского эвфемизма (в отношении Ахмада Арбери). Позже разработчики ответили на критику, отрицая какую-либо связь с экстремизмом, а также заявляя, что они удалят данные отсылки.